# Química combinatòria

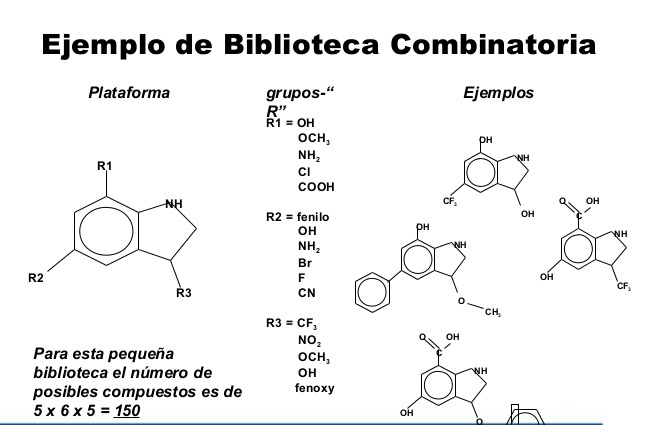
Exemple de Química combinatòria

La química combinatòria comprèn mètodes químics sintètics que fan possible la preparació d'un gran nombre (desenes de milers o milions) dels compostos, estructuralment relacionats, en un sol procés. Aquestes biblioteques de compostos es poden fer en forma de mescles, conjunts de compostos individuals o estructures químiques generades pel programari d'ordinador. És especialment comú en CADD (de l'anglès: Computer aided drug design, significat: Disseny de fàrmacs assistit per ordinador) i pot ser realitzat en línia amb un software basat en web, com per exemple el Molinspiration.
La química combinatòria es pot utilitzar per a la síntesi de molècules petites i de pèptids.
Les estratègies que permeten la identificació dels components útils de les biblioteques són també part de la química combinatòria. Els mètodes utilitzats en la química combinatòria també s'apliquen fora de la química.

## Introducció
La síntesi de molècules d'una manera combinatòria pot conduir ràpidament a un gran nombre de molècules. Per exemple, una molècula amb tres punts de diversitat (R1, R₂, y R₃) pot generar {\displaystyle N_{R_{1}}\times N_{R_{2}}\times N_{R_{3}}} estructures possibles, on {\displaystyle N_{R_{1}}}, {\displaystyle N_{R_{2}}}, i {\displaystyle N_{R_{3}}} són el nombre de substituents diferents utilitzats.
El principi bàsic de la química combinatòria és preparar biblioteques de gran nombre de compostos i a continuació identificar els components útils de les biblioteques.
Encara que la química combinatòria només ha estat presa realment per la indústria des de la dècada de 1990, els seus orígens poden remuntar-se fins a la dècada de 1960, quan un investigador de la Rockefeller University, Robert Bruce Merrifield, va començar a investigar la síntesi en fase sòlida de pèptids.
El professor Pieczenik, un col·lega del Premi Nobel Merrifield, va sintetitzar la primera biblioteca combinacional, US Patent 5,866,363. En la dècada de 1980, l'investigador H. Mario Geysen va desenvolupar aquesta tècnica encara més, creant arranjaments de pèptids diferents en suports separats, però no una biblioteca combinacional basada en síntesi aleatòria.
En la seva forma moderna, la química combinatòria probablement ha tingut el seu major impacte en la indústria farmacèutica. Els avanços en robòtica han conduït a una perspectiva industrial de la síntesi combinatòria, permetent-los a les companyies produir rutinàriament més de 100.000 compostos nous i únics per any (veure química medicinal).
Amb la finalitat de manejar el vast nombre de possibilitats estructurals, els investigadors freqüentment creen una 'biblioteca virtual', una enumeració computacional de totes les estructures possibles d'un farmacòfor donat, amb tots els reactants disponibles[1] Tal biblioteca pot consistir en milers o milions de compostos 'virtuals'. L'investigador seleccionarà un subconjunt de la 'biblioteca virtual' per a síntesi real, basat en diversos càlculs i criteris (vegeu: ADME, química computacional, i QSAR).

## Síntesi Combinatòria-Pèptids

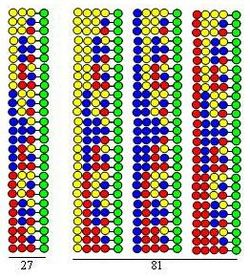
Els pèptids que es formen en els cicles 3 i 4

La "síntesi split-mix" combinatòria [2] es basa en la síntesi en fase sòlida desenvolupada per Merrifield. [3] Si una biblioteca combinatòria de pèptids es sintetitza utilitzant 20 aminoàcids (o d'altres tipus de blocs de construcció) la forma de perles de suport sòlid es divideix en 20 porcions iguals. Això és seguit per l'acoblament d'un aminoàcid diferent per a cada porció. El tercer pas és la mescla de totes les porcions. Aquests tres passos comprenen un cicle. L'allargament de les cadenes de pèptids es pot realitzar simplement repetint els passos del cicle.

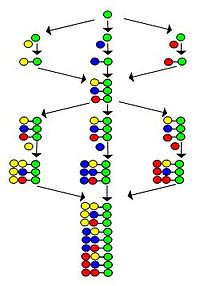
Diagrama de flux de la síntesi combinatòria "split-mix"

El procediment s'il·lustra per la síntesi d'una biblioteca dipèptida usant els mateixos tres aminoàcids com a blocs de construcció en tots dos cicles. Cada component d'aquesta biblioteca conté dos aminoàcids disposats en diferents ordres. Els aminoàcids usats en els acoblaments estan representats per cercles de color groc, blau i vermell en la figura. Les fletxes divergents es mostren dividint la resina de suport sòlid (cercles verds) en porcions iguals, les fletxes verticals signifiquen acoblament i les fletxes convergents representen la mescla i l'homogeneïtzació de les porcions de suport. La figura mostra que en els dos cicles sintètics es formen 9 dipèptids. En el tercer i quart cicle es formarien 27 tripèptids i 81 tetrapèptids, respectivament.
La "síntesi split-mix" té diverses característiques excel·lents:
- És altament eficient. Com a mostra la figura el nombre de pèptids formats en el procés sintètic (3, 9, 27, 81) augmenta exponencialment amb el nombre de cicles executats. Utilitzant 20 aminoàcids en cada cicle sintètic el nombre de pèptids formats són: 400, 8000, 160000 i 3200000, respectivament. Això significa que el nombre de pèptids augmenta exponencialment amb el nombre dels cicles executats.
- Totes les seqüències peptídiques es formen en el procés que es pot deduir per la combinació dels aminoàcids utilitzats en els cicles.
- Només un únic pèptid es forma en cada cordó del suport. Això és conseqüència de la utilització d'un sol aminoàcid en les etapes d'acoblament. No obstant això, és totalment desconegut quin és el pèptid que ocupa un cordó selecciona
- El mètode de "split-mix" es pot utilitzar per a la síntesi d'orgànic o qualsevol altre tipus de biblioteca que es pugui preparar a partir dels seus blocs de construcció en un procés passo a pas.

El Dr. George Pieczenik va treballar en el Laboratori de Biologia Molecular MRC a intervals durant els anys 1972-1987. Era un treballador primerenc en el camp de les biblioteques de pèptids combinatoris i és l'inventor de la Patent dels EUA Ens. 5.866.363 i 6.605.448. El Consell de Recerca Mèdica té les seves pròpies patents en el camp de les biblioteques combinatòries.
El Dr. Pieczenik va publicar dos documents que sorgeixen del seu temps en la LMB. El primer es titula "El bacteriòfag φ80 induït per ARN de baix pes molecular" en coautoria amb B. G. Barrell i M. L. Gefter (Arch. Biochim. Biophys 152: 52 a 165 (1972)). El segon document, en coautoria amb F.H.C. Crick, S. Brenner i A. Klug, en "Una especulació sobre l'origen de la síntesi de proteïnes", publicat en la revista Orígens de la Vida, 7: 389-397 (1976), va ser estimulada per una idea de Pieczenik. En 1990 tres grups descriuen mètodes per a la preparació de biblioteques peptídiques per mètodes biològics [4] [5] [6] i un any després Fodor et al. va publicar un extraordinari mètode per a la síntesi de conjunts de pèptids petits sobre portaobjectes de vidre. [7]
Per a la preparació de conjunts peptídics, va ser desenvolupat un mètode de "síntesi paral·lela” per Mario Geysen i els seus col·laboradors [8]. Es van sintetitzar 96 pèptids en varetes de plàstic recobertes en els seus extrems amb el suport sòlid. Les varetes es van submergir en la solució de reactius col·locats en els pous d'una placa de microtitulació. El mètode s'aplica àmpliament en particular mitjançant l'ús de sintetitzadors automàtics paral·leles. Encara que el mètode paral·lel és molt més lent que el combinatori original, el seu avantatge és que se sap exactament quin pèptid o quins compostos formen cadascuna de les varetes.
Es van desenvolupar altres procediments per combinar els avantatges de tots dos mètodes (“split-mix” i la “síntesi paral·lela”). En el mètode descrit per dos grups [9] [10] el suport sòlid s'adjunta en càpsules de plàstic permeables juntament amb una etiqueta de radiofreqüència que porta el codi del compost que es forma en la càpsula. El procediment es va dur a terme de manera similar al mètode “split-mix”. No obstant això, en l'etapa de divisió les càpsules es distribueixen entre els recipients de reacció d'acord amb els codis de les etiquetes de radiofreqüència de les càpsules.
Un mètode diferent, però amb el mateix propòsit, va ser desenvolupat per Furka et al. [11] denominat "La síntesi de cadena". En aquest mètode les càpsules no porten cap codi. Estan unides com les perles en un collaret i es col·loquen en els recipients de reacció en forma de corda. La identitat de les càpsules, així com el seu contingut, s'emmagatzema per la posició que ocupa en el cordatge. Després de cada etapa d'acoblament, les càpsules es redistribueixen entre les noves cadenes d'acord amb regles definides.

## Ciència de materials
La ciència de materials ha aplicat les tècniques de química combinatòria per al descobriment de nous materials. Aquest treball va ser iniciat per P. G. Schultz et al. a mitjan anys noranta [12] en el context de materials luminescents obtinguts per co-deposició d'elements sobre un substrat de silici. El seu treball va ser precedit per J. J. Hanak en 1970 [13], però les eines informàtiques i la robòtica no estaven disponibles per al mètode s'estengui en el temps. El treball ha estat continuat per diversos grups acadèmics [14] [15] [16] [17], així com empreses amb grans programes de recerca i desenvolupament (Symyx Technologies, General Electric, Dow Chemical etc.). La tècnica s'ha utilitzat àmpliament per a la catàlisi, [18] revestiments, [19] electrònica, [20] i molts altres camps. [21] L'aplicació d'eines informàtiques adequades és fonamental per manejar, administrar i emmagatzemar les enormes volums de dades produïda. També han estat desenvolupats nous tipus de mètodes de disseny experimental per manejar eficientment els grans espais experimentals amb els quals es pot trobar usant mètodes combinatoris.

## Bliblioteques orientades a diversitat
Encara que la química combinatòria ha estat una part essencial en el descobriment primerenc de fàrmacs per més de dues dècades, fins al moment només un químic sintetitzat combinatoriament de novo ha estat aprovat per al seu ús clínic per la FDA(sorafenib, un inhibidor de multiquinasa indicat per al càncer renal avançat)[22]. L'anàlisi de la pobra taxa d'èxit d'aquest tipus d'aproximació ha suggerit que això es relaciona amb el limitat espai químic cobert pels productes de la química combinatòria[23]. Quan es comparen les propietats dels compostos a les biblioteques de química combinatòria a aquelles de les drogues aprovades i productes naturals, Feher i Schmidt [24] van observar que les biblioteques de química combinatòria sofreixen particularment de quiralitat, així com de rigidesa estructural, sent tots dos responsables de les propietats farmacològiques de les drogues. Fins i tot encara que el descobriment de drogues de productes naturals no ha estat la tendència de moda en la indústria farmacèutica en anys recents, una gran quantitat d'entitats químiques són derivades de compostos naturals i, en conseqüència, s'ha suggerit que l'efectivitat de la química combinatòria podria millorar-se millorant la diversitat química de les biblioteques d'apantallament[25]. Com la quiralitat i rigidesa són les dues característiques més importants que distingeixen les drogues aprovades i els compostos naturals dels compostos en biblioteques de química combinatòria, també són els dos tòpics en els quals s'emfatitza a les denominades biblioteques orientades a la diversitat, això és, col·leccions de compostos que apunten a cobrir l'espai químic, en comptes de només un nombre gegantesc de compostos.